# Pico (logiciel)
Pour les articles homonymes, voir Pico (homonymie).
Pico est un éditeur de texte pour les ordinateurs équipés de systèmes UNIX, et est intégré dans le logiciel de courrier électronique Pine. Il a été conçu par l’Office of Computing and Communications de l'Université de Washington.
D'après la FAQ de Pine, « l'éditeur pour composer les messages dans Pine (Pine composition editor en anglais) est également disponible en tant que programme indépendant, appelé PICO. PICO est un éditeur de texte très simple et facile à utiliser, permettant la justification des paragraphes, le copier/coller, un correcteur orthographique... » En revanche, il est incapable d'éditer plusieurs fichiers simultanément, ce qui lui interdit les manipulations telles que le copier/coller d'une partie d'un fichier dans un autre.
Pico est généralement utilisé par ceux qui débutent sous UNIX, mais de nombreux utilisateurs expérimentés l'utilisent également pour écrire leur courrier électronique. L'interface de Pico est par bien des manières similaire à celle que l'on peut trouver dans les éditeurs fonctionnant sous Windows, tel que Notepad.
En comparaison, des éditeurs plus performants, tel que Vi ou Emacs, fournissent davantage de fonctionnalités, comme les recherches et remplacements avec des expressions rationnelles et la possibilité de travailler sur plusieurs fichiers en même temps. Toutefois, ils nécessitent généralement un apprentissage initial plus long.
Le projet GNU dispose d'un clone de Pico appelé Nano. Nano a été développé parce que la licence de Pico n'était pas considérée comme libre en regard des règles de la DFSG.